# Daniel De Leon
Daniel De Leon (Curaçao, 14 dicembre 1852 – New York, 11 maggio 1914) è stato un giornalista, politico, sindacalista e teorico marxista statunitense.
De Leon fu il leader del Partito Socialista Laburista d'America dal 1890 fino alla sua morte. Inoltre è ricordato per i suoi contributi al pensiero marxista libertario, essendo l'ispiratore dell'ideologa del De Leonismo, che ha introdotto il concetto di sindacalismo socialista industriale nei suoi libri, e per aver tradotto diverse opere di Engels, Marx, Lassalle, Kautsky, Bebel e Sue.